# Hồ Boraboy
Hồ Borabay, hay còn được biết với tên gọi khác là hồ Kocabey, (tiếng Thổ Nhĩ Kỳ: Borabay Gölü hoặc Kocabey Gölü) là một hồ chứa nước của 1 con đập bị sạt lở đất ở tỉnh Amasya, Thổ Nhĩ Kỳ. Hồ và môi trường xung quanh đã được công nhận là một công viên tự nhiên vào năm 2014.

## Vị trí địa lý
Vị trí của hồ Borabay nằm ở phía tây của thị trấn Borabay, huyện Taşova thuộc tỉnh Amasya. Khoảng cách từ hồ đến huyện Taşova là 21 km (13 mi) và tỉnh Amasya là 61 km (38 mi).

## Tổng quan
Hồ Borabay nằm ở độ cao 1.051 m (3.448 ft) trong thung lũng thuộc dãy núi Parhar. Hồ dài 675 m (2.215 ft) và có chiều rộng tối đa 175 m (574 ft). Tổng diện tích bề mặt của hồ là 4 ha (9,9 mẫu Anh). Độ sâu tối đa của hồ là 11 m (36 ft). Vào mùa đông, nước của hồ bị đóng băng.

## Công viên tự nhiên
Khu vực xung quanh hồ Borabay đã được Bộ Tài nguyên và Môi trường Thổ Nhĩ Kỳ công nhận là công viên tự nhiên vào năm 2014. Công viên tự nhiên có diện tích 259 ha (640 mẫu Anh), chủ yếu là rừng thuộc sở hữu nhà nước và một phần nhỏ đất nông nghiệp. Độ cao trung bình của công viên là 1.215 m (3.986 ft). Nơi cao nhất là đồi Kaleboynu có độ cao 1.383 m (4.537 ft).
Trên sườn phía Bắc của công viên tự nhiên, có các loài cây phổ biến là sồi phương Đông (Fagus orientalis), thông đen (Pinus nigra), thông Scotland (Pinus sylvestris), sồi Thổ Nhĩ Kỳ (Quercus cerris) trong khi thảm thực vật ở sườn phía nam chủ yếu là các dạng cây bụi. Bờ phía Bắc của hồ Borabay là nơi thích hợp cho khách du lịch dã ngoại. Công viên tự nhiên cung cấp các hoạt động giải trí ngoài trời như đi bộ đường dài, đua mô tô, đua ô tô địa hình (off-road), nhiếp ảnh tự nhiên.